# Корицкая, Полина Николаевна
Кори́цкая Поли́на Никола́евна (родилась 17 апреля 1986, Томск) — русский писатель, поэт.

## Биография
Начала осознанно писать в одиннадцать лет: стихи и короткую прозу. Своими первыми учителями в литературе считает Александра Казанцева и Юрия Кузнецова. Дебютировала в литературно-художественном альманахе «Сибирские Афины» в 2000 году.
Окончила Литературный институт им. А.М. Горького (семинары Ю. Кузнецова, Г. Седых). Публиковалась в разных изданиях, в том числе в «Литературной России», «Литературной газете», журналах «Юность», «Сибирские огни», «Наш современник».
Участник литературной студии «Коровий Брод» под руководством Елены Исаевой, проектов «Театр автора», «Московский театр поэтов», «Маяк», поэтического марафона «ДА».
Участник и стипендиат XVI Форума молодых писателей ФСЭИП (2016).
Финалист и лонг-листёр многих литературных премий, в частности – «Дебют» (малая проза, 2011) и «Лицей» (поэзия, 2019 и 2020). Дипломант Волошинского конкурса в номинации журнала о поэзии Prosodia (2021). Призёр Московского поэтического СЛЭМа (2017, 2019). В 2024 году вошла в полуфинал премии «Большая книга» с романом «Демоверсия». Лауреат премии «Начало» имени Риммы Казаковой (2019), фестиваля «Филатов Фест» (2019), литературной премии «Справедливой России» (2021).
Член Союза писателей Москвы и Интернационального союза писателей. Живёт в Москве. Работает в издательстве Эксмо.

## Личная жизнь
Воспитывает двух дочерей.

## Критика
- Галина Березина: «В стихах Корицкой обширный охват всевозможных тем: о генетической памяти соотечественников о войне, обращении к Богу, о воображаемом завтраке с Арсением Тарковским, о том, как вообще-то больно быть человеком, о немощности слов "не могу" и грустном одиночестве вдвоем и о многом, многом другом, где печальное соседствует с шутливым, забавным, парадоксальным, потешным, растерянным, остроумным, удалым – всем, чем изобилует человеческая жизнь и что в итоге у настоящего поэта облекается в драгоценную философию жизни»[19].
- Ольга Новикова: «В поэзии Полины Корицкой чувствуется и природный дар, и необычный взгляд на простые вещи. Тут и выделяющая поэтическое звучание аллитерация, и строптивая эпифора, мистическое олицетворение и ошеломительные метафоры. Но все равно не дает покоя вопрос: "Как это сделано?!"»[20].
- Сергей Алиханов: «Сокровенное воздействия поэзии Полины Корицкой на читателя основано на первоначальной силе человеческого слова. Народная образность и символика, свойственная ее просодии, позволяет поэтессе обращаться не только к людям, но даже к природным силам и явлениям — и, кажется, даже управлять ими! В стихах Корицкой сокрыта та самая "естественная поэзия", о которой говорил еще Виссарион Белинский»[21].